# Dvojzoborožec
Dvojzoborožec (Buceros) je rod zoborožců z Asie, který sdružuje jedny z nejmohutnějších zástupců zoborožcovitých.
Rod vytyčil již švédský přírodovědec Carl Linnaeus v roce 1758 v 10. vydání Systema Naturae. Vědecké jméno rodu Buceros znamená něco jako „rohatý jako vůl“. Pochází ze starořeckého boukerōs, které kombinuje bous („vůl“) a kerōs („rohatý“). Typovým druhem je dvojzoborožec nosorožčí (Buceros rhinoceros), který určil americký zoolog Daniel Giraud Elliot v roce 1882.
Podle molekulárních dat je sesterským taxonem rodu Buceros rod Rhinoplax, jehož jediným recentním zástupcem je zoborožec štítnatý. Do rodu Buceros se řadí 3 druhy dvojzoborožců s následujícím rozšířením:
| Obrázek | Vědecké jméno      | Běžné jméno             | Areál rozšíření                                                                  |
| ------- | ------------------ | ----------------------- | -------------------------------------------------------------------------------- |
|         | Buceros rhinoceros | Dvojzoborožec nosorožčí | Borneo, Sumatra, Jáva, Malajská poloostrov, Singapur, jižní Thajsko              |
|         | Buceros bicornis   | Dvojzoborožec žlutozobý | Indie, Bhútán, Nepál, severovýchodní Indie, pevninská jihovýchodní Asie, Sumatra |
|         | Buceros hydrocorax | Dvojzoborožec hnědavý   | Filipíny                                                                         |